# Bill Bryson
Bill Bryson, plným jménem William McGuire Bryson (/braɪsən/; * 8. prosince 1951 Des Moines), je americko-britský autor knih o cestování, angličtině, vědě a dalších tématech literatury faktu. Narodil se ve Spojených státech a po většinu svého dospělého života žil v Británii. V letech 1995 až 2003 se vrátil do Spojených států a má dvojí americké a britské občanství. Od roku 2005 do roku 2011 působil jako kancléř Durhamské univerzity.
Bryson se ve Spojeném království proslavil vydáním Poznámek z malého ostrova (1995), práce o Velké Británii, a doprovodnými televizními seriály. Znovu získal uznání vydáním knihy Krátká historie téměř všeho (2003), chválené za její přístupnou popularizaci vědy.